# Lampropteryx
Lampropteryx is een geslacht van vlinders van de familie spanners (Geometridae), uit de onderfamilie Larentiinae.

## Soorten
- L. moroessa Prout, 1922
- L. nishizawai Sato, 1990
- L. otregiata (Metcalfe, 1917)
- L. suffumata

Fraaie walstrospanner (Denis & Schiffermüller, 1775)